# Distretto di Nishimorokata
Il distretto di Nishimorokata (西諸県郡, Nishimorokata-gun?) è uno dei distretti della prefettura di Miyazaki, in Giappone.
Attualmente fanno parte del distretto i comuni di Nojiri e Takaharu.
| Controllo di autorità | VIAF (EN) 252354410 · NDL (EN, JA) 00404680 |